# Bernard Lyot

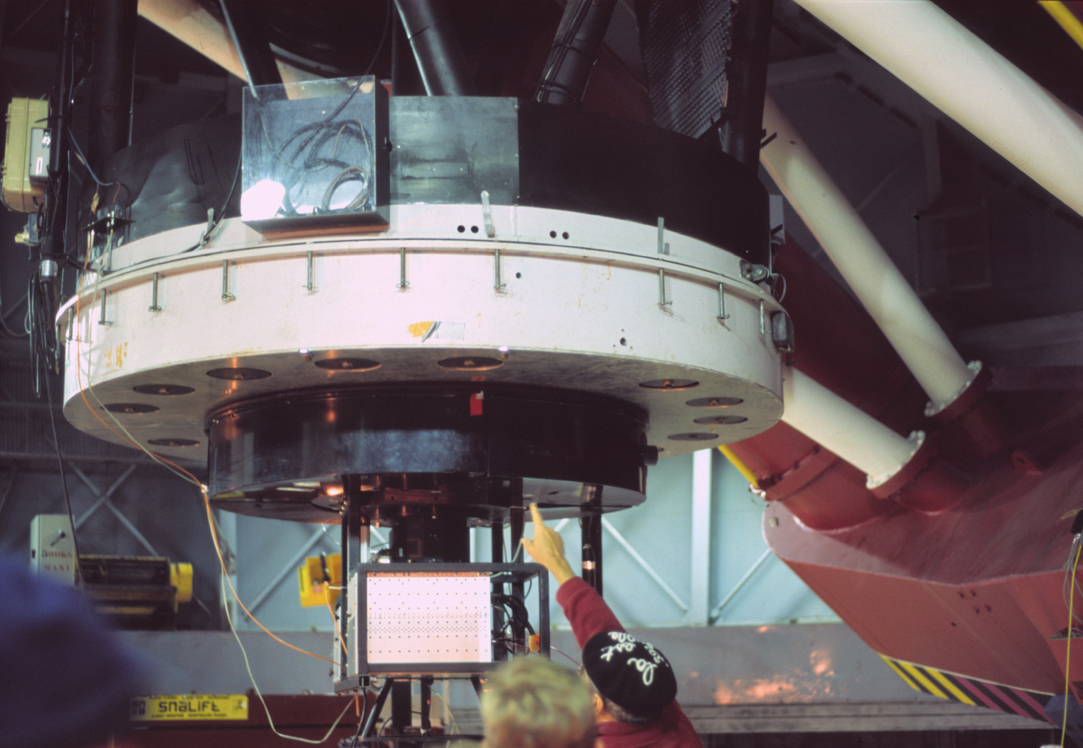
Telescopio Bernard Lyot

Bernard Ferdinand Lyot más conocido como Bernard Lyot (París, 27 de febrero de 1897 - El Cairo, 2 de abril de 1952) fue un astrónomo francés.

## Biografía
Su interés por la astronomía comenzó en 1914, adquiriendo un telescopio de 100 mm y pronto elevado a 150 mm. A partir de su graduación, trabajó en la École polytechnique, una de las más célebres y prestigiosas escuelas de ingenieros de Francia. Estudió ingeniería, física y química en la Universidad de París y partir de 1920 hasta su fallecimiento, trabajó en el Observatorio de Meudon. En 1930 obtuvo el título de Astrónomo del Observatorio. Después de ganar el título, ganó una buena reputación al ser un experto en luces polarizadas y monocromáticas.  
En 1930, inventó el Coronógrafo, un dispositivo creado para acoplarse a un telescopio con el fin de bloquear la luz de un objeto central, permitiendo observar objetos débilmente iluminados cerca de una estrella. En 1938 mostró una tomas a la Unión Astronómica Internacional y un año más tarde, fue elegido para formar parte de la Academia de las Ciencias Francesa. En 1943 se convirtió en jefe astrónomo del Observatorio de Meudon y cuatro años más tarde, recibió la Medalla Bruce, una distinción otorgada anualmente por la Sociedad Astronómica del Pacífico a las personas cuyas contribuciones en la astronomía hayan sido destacadas. Lyot falleció 2 de abril de 1952 tras sufrir un ataque cardíaco cuando regresaba de una expedición para observar un eclipse en Sudán.
Tras su muerte, en 1973 la Unión Astronómica Internacional aprobó poner su apellido a un cráter de Marte, conocido como Lyot. También existe un cráter en la luna en su honor y el asteroide (2452) Lyot.

## Observaciones y logros enPic du Midi
- El suelo lunar se comporta como el polvo volcánico.
- En Marte hay tormentas de arena.
- Creación y mejora del coronógrafo.
- Realizó grabaciones en película de la corona solar.
- Encontró líneas espectrales en la corona.

## Inventos
- Filtro de Lyot
- Lyot Stop
- Depolarizador de Lyot

## Eponimia
- El cráter lunar Lyot lleva este nombre en su memoria.[2]
- El cráter marciano Lyot también conmemora su nombre.[3]
- El asteroide (2452) Lyot así mismo recuerda al astrónomo francés.

## Premios
- 1939, Medalla de oro de la Real Sociedad Astronómica
- 1947, Medalla Bruce
- 1951, Medalla Henry Draper